# 封子绘
封子绘（513年—564年），字仲藻，小名搔。渤海蓨縣（今河北景縣）人。中國北魏、北齐時期人物。

## 生平
封子绘起家北魏秘书郎中，北魏末期分裂为东魏、西魏，封隆之、封子绘父子归附东魏高欢，封子绘任开府主簿。高欢开建丞相府，任丞相府主簿，加伏波将军，掌文墨。中兴初，除左将军、散骑常侍，在通直，领中书舍人。稍迁征南将军、光禄大夫。复为通直常侍，又兼黄门侍郎。天平（534—537年）中，除卫将军、右光禄大夫，常侍如故。出为平阳太守，加散骑常侍、当郡都督。晋州北界的霍山有一条旧号千里径的小路，每次大军往来，士马劳苦。封子绘奏请在旧径东谷别开一路，半月就修成道路，高欢征补他为大行台吏部郎中。
武定三年（545年），父亲封隆之去世，丁忧。546年，高欢率大军十万西征，封子绘被征召为大都督，当年十月，玉壁之战爆发，东魏苦攻玉壁五十多天，兼瘟疫爆发，战死病死七万多人，高欢忧愤发病，临死前复任封子绘为大行台吏部郎中，面受密旨，安抚山东州郡。世子高澄以子绘为勃海太守，握着他的手说：“诚知未允勋臣官望，但须镇抚。且衣锦昼游，古人所贵，宜善加经略，不劳习常太守向州参也。”允许招募部曲一千人。袭爵安德郡开国公，又加散骑常侍，增秩一等。转骠骑将军，余官如故。
北齐天保二年（551年），入为太尉府长史。三年，频以本官再行南青州事。四年，坐事免。天保六年，行南兖州事，除使持节、都督海州诸军事、本将军、海州刺史。未及之任，北齐朝廷以合肥冲要，地在必争，改授都督合州诸军事、合州刺史。九年，迁郑州诸军事、郑州刺史。十年，征为司徒左长史，仍行魏尹事，乾明初，除司农大卿，寻正京尹。皇建中，加骠骑大将军。大宁二年（562年），除都官尚书，河清元年（562年）七月，冀州刺史、平秦王高归彦被迫叛乱，北齐武成帝诏平原王段韶袭之，封子绘参赞军事。不久高归彦被擒，封子绘受命掌管冀州。河清二年，除仪同三司。河清三年（564年），突厥入逼晋阳，暂行怀州事。不久转七兵尚书，转祠部尚书。同年闰九月二十日遘疾终于京师（邺城），春秋五十二。诏赠使持节、都督冀瀛二州诸军事、本将军、冀州刺史、开府仪同三司、尚书右仆射，开国如故。谥曰忠简。
夫人王楚英，小字僧婢，太原晋阳人。江东独步王文度（王坦之）之八世孙。年十三，嫁给封子绘。隋开皇元年（581年）十二月丙子朔廿八日癸卯，终于勃海蓨县新安里第。开皇三年岁次癸卯二月庚午朔十五日甲申，合葬于旧茔（河北景縣封氏墓群）。

## 家族

### 祖父
- 封回，司空孝宣公。

### 父亲
- 封隆之，太保宣懿公

### 夫人
- 王楚英，出自太原王氏第二房，江东独步王文度八世孙女，北魏中书监、长社侯王世珍孙女，徐州刺史王广业之女

### 子女
- 封玄，字宝盖
- 封充，字宝相
- 长女封宝首，适陇西李桃杖，清渊县侯。次适范阳卢公令，尚书郎。次适陇西李子亢。
- 次女封宝艳，小字徵男，适代郡娄定远，其父即齐武明皇太后（娄昭君）之弟、司空公、尚书令、青瀛二州刺史、临淮郡王。后适京兆韦艺，上大将军、齐州刺史、魏兴郡开国公。
- 第三女封宝华，小字男弟，适斛律须达，开府仪同三司、护军将军、钜鹿郡开国公。后适范阳卢叔粲，汾州治中。
- 小女封宝丽，小字四璠，适清河崔张仓，郡功曹、州主簿。